# Sebastian Lletget
Sebastian Francisco Lletget (ur. 3 września 1992 w San Francisco) – amerykański piłkarz pochodzenia argentyńskiego i włoskiego występujący na pozycji środkowego pomocnika, reprezentant Stanów Zjednoczonych, od 2022 zawodnik FC Dallas.

## Kariera klubowa
Lletget wychowywał się w północnej Kalifornii. Jest synem argentyńskich imigrantów (jego ojciec pochodzi z Mar del Plata, pracował w piekarni), posiada trzy starsze siostry. W wieku dwunastu lat pomyślnie przeszedł testy w argentyńskim CA River Plate, jednak ostatecznie nie dołączył do akademii argentyńskiego potentata – przenosinom do Argentyny sprzeciwiła się matka zawodnika. Uczęszczał do El Camino High School w San Francisco, równocześnie od trzynastego roku życia występując w młodzieżowym zespole Sporting Santa Clara. Podczas jednego z turniejów został zauważony przez Mike’a Leigha – skauta angielskiego West Ham United FC i w wieku siedemnastu lat przeprowadził się do Londynu, dołączając do akademii juniorskiej tego klubu. By móc dołączyć do West Hamu, uzyskał włoskie obywatelstwo (dzięki pochodzeniu dziadka ze strony matki).
Profesjonalny kontrakt z West Hamem podpisał we wrześniu 2010, bezpośrednio po osiągnięciu pełnoletniości. Od razu został włączony przez menadżera Gianfranco Zolę do treningów pierwszej drużyny, jednak niedługo potem zachorował na mononukelozę, w związku z czym przez pewien czas był niezdolny do gry. Następcy Zoli na stanowisku szkoleniowca – kolejno Awram Grant i Sam Allardyce – nie widzieli natomiast dla gracza miejsca w składzie, ze względu na wielką konkurencję w zespole. Jedyny występ w pierwszej drużynie West Hamu zanotował w styczniu 2014 z Nottingham Forest (0:5), w rozgrywkach FA Cup. W lutym 2013 podpisał nowy kontrakt z klubem, jednak przez cały swój sześcioletni pobyt w londyńskim zespole występował głównie w rozgrywkach młodzieżowych lub rezerwach.
W maju 2015 Lletget powrócił do ojczyzny, zostając zawodnikiem Los Angeles Galaxy. W Major League Soccer zadebiutował 17 maja 2015 w przegranym 0:4 spotkaniu z Orlando City, zaś premierowego gola w najwyższej klasie rozgrywkowej strzelił 20 czerwca tego samego roku w wygranej 5:1 konfrontacji z Philadelphia Union. Od razu wywalczył sobie miejsce w wyjściowym składzie, imponując świetnym balansem, techniką i szybkością. Linię pomocy współtworzył z graczami takimi jak Steven Gerrard, Nigel de Jong czy Giovani dos Santos, będąc jednym z wyróżniających się graczy w lidze. W marcu 2017 podczas meczu reprezentacji doznał poważnej kontuzji stawu Lisfranca, przez co musiał pauzować przez rok.

## Kariera reprezentacyjna
Ze względu na potrójne obywatelstwo, Lletget był uprawniony do gry dla reprezentacji Stanów Zjednoczonych, Argentyny i Włoch.
W kwietniu 2009 Lletget został powołany przez Wilmera Cabrerę do reprezentacji Stanów Zjednoczonych U-17 na Mistrzostwa Ameryki Północnej U-17. Na meksykańskich boiskach rozegrał dwa z trzech możliwych meczów (z czego obydwa dwa w wyjściowym składzie), zdobywając po golu w każdym z nich – z Kubą (5:0) oraz Kanadą (4:2). Jego drużyna zajęła wówczas zajęła pierwsze miejsce w grupie, po czym turniej został wówczas przerwany ze względu na epidemię grypy A/H1N1 w Meksyku.
W marcu 2011 Lletget znalazł się w ogłoszonym przez Thomasa Rongena składzie reprezentacji Stanów Zjednoczonych U-20 na Mistrzostwa Ameryki Północnej U-20. Podczas tego turnieju pełnił rolę podstawowego zawodnika kadry, występując we wszystkich trzech spotkaniach od pierwszej minuty, zaś Amerykanie odpadli z rozgrywek w ćwierćfinale, przegrywając z gospodarzem – Gwatemalą (1:2). Nie zakwalifikowali się tym samym na Mistrzostwa Świata U-20 w Kolumbii.
W seniorskiej reprezentacji Stanów Zjednoczonych Lletget zadebiutował za kadencji selekcjonera Bruce’a Areny, 29 stycznia 2017 w zremisowanym 0:0 meczu towarzyskim z Serbią. Pierwszą bramkę w dorosłej kadrze strzelił natomiast 24 marca tego samego roku w wygranej 6:0 konfrontacji z Hondurasem, w ramach nieudanych ostatecznie eliminacji do Mistrzostw Świata w Rosji.